# Гаджиев, Сани Тофиг оглы
Гаджиев Сани Тофиг оглы (азерб. Hacıyev Sani Tofiq oğlu; род. 1984) — азербайджанский учёный, доктор исторических наук, профессор, декан исторического факультета Бакинского государственного университета.

## Биография
Гаджиев Сани родился 2 октября 1964 года в селе Нариманлы Басаркечарского района Армянской ССР. В 1981 году окончил среднюю школу № 19 Насиминского района в городе Баку.
В 1981 году поступил на исторический факультет Азербайджанского Государственного Университета (ныне Бакинского Государственного Университета).
В 1986 году по окончании университета был направлен преподавать в среднюю школу № 3 Кельбаджарского района.
В 1988 году был принят старшим лаборантом в институт археологии и этнографии Национальной Академии Наук Азербайджана. С 1990 года работал старшим лаборантом на кафедре истории стран Азии и Африки Бакинского Государственного Университета.
В 1993—1996 годах учился в аспирантуре Бакинского Государственного Университета. В 1996 году защитил кандидатскую диссертацию по теме «Турецко-российские отношения и армянский террор в годы Первой Мировой войны». В 1996 году стал преподавателем, а в 2000 году — доцентом этой кафедры. В 2000 году назначен заместителем декана. В 2005 году избран деканом исторического факультета Бакинского Государственного Университета. В 2007 году защитил диссертацию на соискание ученой степени доктора исторических наук по теме «Армянский террор и террор ПКК против Турции в XX веке». Решением Высшей Аттестационной Комиссии в 2007 году удостоен учёной степени доктора исторических наук.

## Научная деятельность
Областью исследований ученого является терроризм в современной Турции.

### Избранные труды
- Региональные конфликты в странах Азии и Африки в новейшем периоде. Баку, 2007.
- Национально-освободительное движение в странах Азии и Африки после Первой Мировой войны. Баку, 2007.
- Турецкая историография о терроре ПКК. Турк тарих гуруму. Анкара, 2007.
- Сепаратный терроризм в Ближнем и Среднем Востоке. Цель: Турция и Азербайджан // Журнал «Возрождение. XXI век», 2004.
- Курдское движение в Турции после Второй Мировой войны // Вестник Бакинского Университета, 2004, № 2.
- Курдское движение и идеология марксизма-ленинизма в Турции в 60-70-е годы XX века // История и её актуальные проблемы, 2004, № 2.
- Отношения Турции и США в 1950 году. Материалы научной конференции молодых исследователей историков БГУ, посвященной 73-летию образования АДР. БГУ, 1991.

### Книги
- Турецко-российские отношения и армянский террор. Баку, 1998.
- Османское государство. 1870—1918-е годы. Баку, 2002.
- Террор в современной Турции. Баку, 2005